# Светско првенство у атлетици у дворани 2010 — бацање кугле за жене
Бацање кугле у женској конкуренцији на Светском првенству у атлетици 2010. у Дохи одржано је 13. и 14. марта.
Титулу освојену 2008. у Валенсији бранила је Валери Вили из Новог Зеланда.

## Земље учеснице
Учествовала је 17 такмичарки из 12 земаља.
1. Белорусија (2)
2. Кина (2)
3. Куба (2)
4. Литванија (1)
5. Мађарска (1)
6. Немачка (1)
7. Нови Зеланд (1)
8. Румунија (1)
9. Русија (2)
10. САД (2)
11. Тринидад и Тобаго (1)
12. Холандија (1)

## Рекорди пре почетка Светског првенства 2010.
13. март 2010.
| Светски рекорд                                   | Хелена Фибингерова, Чехословачка            | 22,50 | Јаблонец, Чехословачка          | 19. фебруар 1977. |
| Рекорд светских првенстава                       | Ирина Кожаненко, Белорусија                 | 20,55 | Бирмингем, Уједињено Краљевство | 15. март 2003.    |
| Најбољи резултат сезоне                          | Надзеја Астапчук, Белорусија                | 21,70 | Могиљев, Белорусија             | 12. фебруар 2010. |
| Афрички рекорд                                   | Вивијан Чуквумика, Нигерија                 | 18,13 | Флагстаф, САД                   | 4. фебруар 2006.  |
| Азијски рекорд                                   | Ли Мејсу, Кина                              | 21,10 | Пекинг, Кина                    | 3. март 1990      |
| Североамерички рекорд                            | Џилијан Камарена-Вилијамс, Сједињене Државе | 19,89 | Фејетвил, САД                   | 12. фебруар 2012. |
| Јужноамерички рекорд                             | Елисанжела Адријано, Бразил                 | 18,33 | Пиреј, Грчка                    | 24. фебруар 1999. |
| Европски рекорд                                  | Хелена Фибингерова, Чехословачка            | 22,50 | Јаблонец, Чехословачка          | 19. фебруар 1977. |
| Океанијски рекорд                                | Валери Адамс, Нови Зеланд                   | 20,19 | Валенсија, Шпанија              | 9. март 2008.     |
| Рекорди после завршетка Светског првенства 2010. |                                             |       |                                 |                   |
| Рекорд светских првенстава                       | Надзеја Астапчук, Белорусија                | 20,85 | Доха, Катар                     | 14. март 2010.    |
| Океанијски рекорд                                | Валери Вили, Нови Зеланд                    | 20,49 | Доха, Катар                     | 14. март 2010.    |

### Најбољи резултати у 2010. години
Десет најбољих атлетичарки године у бацању кугле у дворани пре почетка првенства (13. марта 2010), имале су следећи пласман.
| 1.  | Надзеја Астапчук          | Белорусија       | 21,70 | 10. фебруар |
| 2.  | Наталија Михневич         | Белорусија       | 20,28 | 12. фебруар |
| 3.  | Анка Хелтне               | Румунија         | 19,90 | 20. фебруар |
| 4.  | Надин Клајнерт            | Немачка          | 19,19 | 27. фебруар |
| 5.  | Ана Омарова               | Русија           | 19,00 | 13. фебруар |
| 6.  | Ана Авдејева              | Белорусија       | 18,90 | 6. фебруар  |
| 7.  | Мислејдис Гонзалез        | Куба             | 18,86 | 28. фебруар |
| 8.  | Џилијан Камарена-Вилијамс | Сједињене Државе | 18,83 | 19. фебруар |
| 9.  | Петра Ламерт              | Немачка          | 18,82 | 27. фебруар |
| 10. | Гунг Лиђао                | Кина             | 18,82 | 6. март     |

Такмичарке чија су имена подебљана учествовала су на СП 2010.

## Квалификациона норма
| дворана |
| ------- |
| 17,50 м |

## Сатница
| Датум    | Време | Ниво          |
| -------- | ----- | ------------- |
| 13. март | 9:20  | Квалификације |
| 14. март | 16:35 | Финале        |

## Освајачи медаља
|                             |                         |                              |
| Надзеја Астапчук Белорусија | Валери Вили Нови Зеланд | Наталија Михневич Белорусија |

## Резултати

### Квалификације
Квалификациона норма за финале износила је 18,50 м (КВ), коју су испунило 5 такмичарки, а 3 су се пласирале према резултату. Такмичило се у једној групи, са почетком у 9:20.
| Поз. | Атлетичарка               | ЛРд   | Земља             | 1.    | 2.    | 3.    | Резултат | Белешка |
| ---- | ------------------------- | ----- | ----------------- | ----- | ----- | ----- | -------- | ------- |
| 1    | Надзеја Астапчук          | 21,70 | Белорусија        | 20,09 |       |       | 20,09    | КВ      |
| 2    | Валери Вили               | 20,19 | Нови Зеланд       | 19,81 |       |       | 19,81    | КВ      |
| 3    | Гунг Лиђао                | 19,24 | Кина              | 18,87 |       |       | 18,87    | КВ, ЛРС |
| 4    | Џилијан Камарена-Вилијамс | 19,26 | САД               | 18,85 |       |       | 18,85    | КВ, ЛРС |
| 5    | Надин Клајнерт            | 19,29 | Немачка           | х     | 18,77 |       | 18,77    | КВ      |
| 6    | Наталија Михневич         | 20,70 | Белорусија        | 18,67 |       |       | 18,67    | КВ      |
| 7    | Ана Авдејева              | 18,90 | Русија            | 18,3  |       |       | 18,53    | КВ      |
| 8    | Мислејдис Гонзалез        | 18,86 | Куба              | 17,69 | 18,51 |       | 18,51    | КВ      |
| 9    | Олга Иванова              | 18,64 | Русија            | 18,42 | х     | х     | 18,42    |         |
| 10   | Liu Xiangrong             | 18,52 | Кина              | 18,34 | 18,15 | х     | 18,34    | ЛРС     |
| 11   | Клаопатра Борел-Браун     | 19,48 | Тринидад и Тобаго | 17,98 | 18,31 | 18,09 | 18,31    |         |
| 12   | Мишел Картер              | 18,56 | САД               | 18,16 | х     | 18,20 | 18,20    | ЛРС     |
| 13   | Мелиса Букелман           | 18,02 | Холандија         | х     | 16,91 | 17,57 | 17,57    |         |
| 14   | Аустра Скујите            | 17,63 | Литванија         | 17,07 | 17,28 | 17,55 | 17,55    |         |
| 15   | Мајлин Варгас             | 18,23 | Куба              | 17,37 | 17,52 | х     | 17,52    |         |
| 16   | Анита Мартон              | 17,64 | Мађарска          | 17,34 | 17,08 | 16,98 | 17,34    |         |
|      | Анка Хелтне               | 19,90 | Румунија          | 19,10 |       |       | Диск.    |         |

Подебљани лични рекорди су и национални рекорди земље коју такмичарка представља

### Финале
| Место | Атлетичарка               | Земља       | 1.    | 2.    | 3.    | 4.    | 5.    | 6.    | Резултат | Белешка |
| ----- | ------------------------- | ----------- | ----- | ----- | ----- | ----- | ----- | ----- | -------- | ------- |
|       | Надзеја Астапчук          | Белорусија  | 20,24 | х     | х     | х     | 20,68 | 20,85 | 20,85    | РСПд    |
|       | Валери Вили               | Нови Зеланд | х     | 20,45 | 20,41 | 20,10 | 20,49 | 20,27 | 20,49    | ОКР, НР |
|       | Наталија Михневич         | Белорусија  | 20,42 | х     | 19.53 | 19.64 | х     | х     | 20,42    | ЛРС     |
| 4     | Ана Авдејева              | Русија      | 18,64 | 19,41 | 19.47 | 19,42 | 19,26 | х     | 19,47    | ЛРС     |
| 5     | Надин Клајнерт            | Немачка     | 18,91 | 18,62 | 19,16 | 18,42 | х     | 19,34 | 19,34    | ЛРС     |
| 6     | Џилијан Камарена-Вилијамс | САД         | х     | 17,88 | 18,41 | 19,08 | 19,34 | 18,98 | 19,34    | ЛР      |
| 7     | Мислејдис Гонзалез        | Куба        | 18,56 | х     | 18,77 | 18,57 | 18,74 | 18,37 | 18,77    |         |
| 8     | Гунг Лиђао                | Кина        | х     | 18.50 | 18,34 | 18.58 | 18,64 | 18,54 | 18,64    |         |
|       | Анка Хелтне               | Румунија    | 18,86 | 18,58 | х     | х     | х     | х     | Диск.<   |         |